# Aeroporto di Bouaké
L'aeroporto di Bouaké (in francese Aéroport de Bouaké) è un aeroporto ivoriano che serve Bouaké, la seconda città del paese africano.